# Óscar McFarlane
Óscar McFarlane Ortega (Panamá, 29 de noviembre de 1980) es un exfutbolista panameño que jugaba como arquero. Fue miembro de la selección de fútbol de Panamá. Su carrera profesional se vio varias veces interrumpida por sus actos indisciplinarios y por los procesos judiciales que tuvo que atravesar.

## Trayectoria
En el 2009 llega al CNI de Iquitos. Jugó gran cantidad de partidos al inicio, pero debido a errores que le costaron triunfos a su equipo perdió el titularato.
Su último club en la Liga Panameña de Fútbol, fue el Santa Gema FC de Arraijan, llegando de la mano del técnico Carlos Rivera a partir de la 9.ª fecha del Torneo Clausura 2019, luego de que fuese dado de baja el técnico José Antony Torres.

## Selección nacional
Debutó para Panamá en el 2001 contra El Salvador, siendo portero titular. y uno de sus partidos más emblemáticos fue contra el River Plate de Argentina. Encuentro que ganara Panamá 1 gol por 0.
Jugó también con la selección de fútbol sala de Panamá en el Campeonato de Futsal de Concacaf de 2008.

### Participaciones en selección nacional
| Copa                      | Categoría | Sede           | Resultado    | Partidos | Goles |
| ------------------------- | --------- | -------------- | ------------ | -------- | ----- |
| Copa Uncaf 2007           | Mayor     | El Salvador    | Subcampeón   | 2        | 0     |
| Copa Centroamericana 2014 | Mayor     | Estados Unidos | Tercer lugar | 0        | 0     |

## Clubes
| Club                    | País           | Año         |
| ----------------------- | -------------- | ----------- |
| Ejecutivo Junior        | Panamá         | 1996 - 1997 |
| CD Plaza Amador         | Panamá         | 1998 - 1999 |
| Panamá Viejo FC         | Panamá         | 2000 - 2002 |
| Tauro FC                | Panamá         | 2003        |
| Western Mass Pioneers   | Estados Unidos | 2004 - 2006 |
| Tauro FC                | Panamá         | 2007        |
| Sporting San Miguelito  | Panamá         | 2008        |
| CNI                     | Perú           | 2009        |
| CAI de La Chorrera      | Panamá         | 2009        |
| Chorrillo FC            | Panamá         | 2010        |
| Sporting San Miguelito  | Panamá         | 2010 - 2011 |
| Río Abajo FC            | Panamá         | 2012 - 2014 |
| Municipal Pérez Zeledón | Costa Rica     | 2014 - 2015 |
| San Francisco FC        | Panamá         | 2015 - 2016 |
| Tauro FC                | Panamá         | 2016 - 2018 |
| Santa Gema FC           | Panamá         | 2019        |
| SD Panamá Oeste         | Panamá         | 2019        |
| CD Universitario        | Panamá         | 2020        |
| Unión Coclé FC          | Panamá         | 2021 - 2022 |

## Palmarés

### Campeonatos nacionales
| Título                   | Club         | País   | Año         |
| ------------------------ | ------------ | ------ | ----------- |
| Liga de Fútbol de Panamá | Panamá Viejo | Panamá | 2000 - 2001 |
| Torneo Apertura          | Tauro        | Panamá | 2003-A      |
| Torneo Clausura          | Tauro        | Panamá | 2003-C      |
| Torneo Apertura          | Tauro        | Panamá | 2007-A      |
| Torneo Clausura          | Tauro        | Panamá | 2017-C      |
| Torneo Apertura          | Tauro        | Panamá | 2018-A      |

### Distinciones individuales
- Escogido cuatro veces como el mejor arquero de Anaprof (2001, 2003, 2005, 2006[6][7]).
- Escogido como el mejor jugador de Anaprof en 2006.[7]

## Vida personal
En abril de 2008, McFarlane fue investigado por realizar dos disparos en Villa Guadalupe, San Miguelito, utilizando un revólver calibre 357 registrado a nombre de una mujer.
Al año siguiente, emigró a Perú para jugar con el CNI, donde su nombre resonó en los medios por violar el reglamento interno del club.
En noviembre de 2012, después de un año y medio de investigación, fue absuelto del asesinato de Sherman Babb Garden en Paraíso, San Miguelito.  Este caso lo llevó a pasar varios meses en prisión preventiva, luego de que varios testigos lo identificaran como el presunto autor del disparo contra Garden durante una pelea en las fiestas del Carnaval de 2011.
A finales de abril de 2015, fue detenido en la Corregiduría de Betania tras un incidente con su esposa. Santiago Barraza, a la sazón presidente del San Francisco FC, acudió al lugar y el caso se resolvió con el pago de una fianza.
McFarlane fue detenido la mañana del 1 de enero de 2019 en El Crisol por la Policía Nacional, quienes hallaron en su vehículo un revólver calibre 38 con seis balas. La fiscal Digna Castillo solicitó una condena de ocho años por posesión ilícita de arma de fuego, pero McFarlane también resultó absuelto en este caso.
En septiembre de 2024 fue imputado por amaño de partidos.